# Катарина Перица Кирин
Катарина Перица Кирин (Крушево, 1982) је хрватска глумица.

## Биографија
Катарина Перица Кирин рођена је у Рибници код Крушева 1982. године. Као деветогодишња девојчица прогнана је из родног места, па је са мајком Мандом, браћом Јуретом и Шиметом и сестром близнакињом Маријаном живела у прогнаничким насељима - Ријеци, Кукљици, Затону и Пунта Скали. Тек као средњошколка се вратила у родну Рибницу, где је затекла само остатке спаљеног дома.
Након средње школе одлучила је уписати глуму, али закаснила је са предајом документима. То јесте пољуљало њене амбиције, али није је обесхрабрило. Следеће године је опет покушала, али опет се није уписала, иако је била у ужем кругу. Исте године је уписала Економски факултет у Сплиту. Након што се по трећи пут појавила на пријемном испиту успела је, те је 2008. године завршила глуму на Академији драмских уметности у Загребу. У сталном је ангажману Загребачког казалишта лутака од 2013. године.
У браку је са тон-мајстором Неном Кирином. Живи у Загребу.

## Улоге
| Год.       | Назив                        | Улога                    |
| ---------- | ---------------------------- | ------------------------ |
| 2007.      | Цимер фрај                   | Тина                     |
| 2007-2008. | Понос Раткајевих             | Хана Висер               |
| 2008.      | Заувијек сусједи             | Фаника                   |
| 2008.      | Закон љубави                 | Маргита Перица           |
| 2008.      | Брачне воде                  | Спортисткиња #1          |
| 2008.      | Мамутица                     | Ела                      |
| 2010.      | Доме, слати доме             | Јадранка                 |
| 2010.      | Такав ти је живот            | Ивана                    |
| 2011.      | Леа и Дарија                 | Помоћница госпође Јакшић |
| 2011.      | Стипе у гостима              | Продавачица/Ивкина кћер  |
| 2012.      | Ларин избор: Изгубљени принц | Кројачица                |
| 2012.      | Ларин избор                  | Кројачица                |
| 2013-2014. | Зора дубровачка              | Љуба                     |